# 司康餅
鬆餅（英語：scone），指的是一種奶油味極濃、半生麵糊狀的甜點，特點是口感兼顧蓬鬆和緊實，介於麵包和蛋糕之間。
司康是一種歐洲常見的烘焙食品，通常由小麥片同燕麥片混合粉製成，兼而會添加大量發酵粉、泡打粉作為鬆化劑，原材料比一般的麵包豐富。傳統的司康會在煎锅上煎，由於加入甜味麵包所用的原料，所以不加糖也會帶有濃郁的甜味。如果想更加精緻，可在鬆餅表面掃蛋汁，令頂部呈現光滑的黃色。
司康是英式奶油茶點之中最具代表性的甜點，經常加入葡萄乾或者栗子，擺在英式下午茶的第二層碟上面。司康作為下午茶的時候，有別於三明治或者糖，不可以作為主食，時至今日，東南英格蘭依然保持這種習慣。1998年司康被愛爾蘭選為咖啡館文化的代表性食物，雖然發源地是英國的蘇格蘭；2006年，奧地利擔任歐盟的主席国時，在歐洲所有國家中，舉辦過國家級甜點比賽，愛爾蘭經過投票選擇司康作為國家代表，而作為發源地的英國就選擇了奶油酥餅。

## 名稱
- 英文：可寫為速發麵包（quick bread）、命運之石（Stone of Destiny）、蘇格蘭糕（scottish cake）等。
- 中文：又譯為英式鬆餅、英國茶餅、葡萄小圓餅等。

## 語源
牛津詞典（Oxford English Dictionary）指出“司康餅”一詞在1513年首次被提出；这个词的起源很模糊，事实上可能有非常多種来源。詳細來說，最经典的司康餅是苏格兰的司康饼，而荷兰在歷史上的“schoonbrood”或“spoonbread”也非常类似於現代司康餅，還有一種叫做“drop scone”的英國麵包，這些都可能是司康餅的來源。
司康餅的另一個稱呼“速發面包”，即“quick bread”是和英國的下午茶餐桌上一同出现的，最後快速麵包和司康餅合二為一，演變成同一種東西。
「scone」可能来源于中古荷兰语中的 schoonbrood（细白面包），其由 schoon（纯净的，干净的）和 brood（面包）組成；也可能源自苏格兰盖尔语中的「sgonn」，意思是不成形的一团或者满嘴的。中古低地德语词汇 schöne 意为“精製面包”，可能也是这个词的起源之一。若雪拉·麥克尼文·卡麥隆（Sheila MacNiven Cameron）提出的解释正确，这个词也可能是基于位於苏格兰的斯昆鎮（Scone，/skuːn/；苏格兰語：Scuin、苏格兰盖尔语：Sgàin）。

## 食用方式
一開始的司康餅只加紅葡萄乾，故有“英式葡萄司康”之稱，不過在英國的下午茶文化發達之後，英國人習慣用各式果醬和凝脂奶油塗抹司康，當做一種貴婦們的休閒食物。
在現代餐飲業中，司康成為西式飯店的早餐和下午茶的固定甜點，這個習慣隨著英語系國家而傳播至世界各地的飯店中。司康可以把小麥、大麥或燕麥片作為原料，在製作過程中可以根據需要加入大量作為膨松剂的發粉，之後在焙烤盘上烘烤，有時會使用蛋漿在表面擦蛋液。
在台灣，改良版的番薯以及蔓越莓司康也非常受到歡迎。